# Wespazjan Kochowski

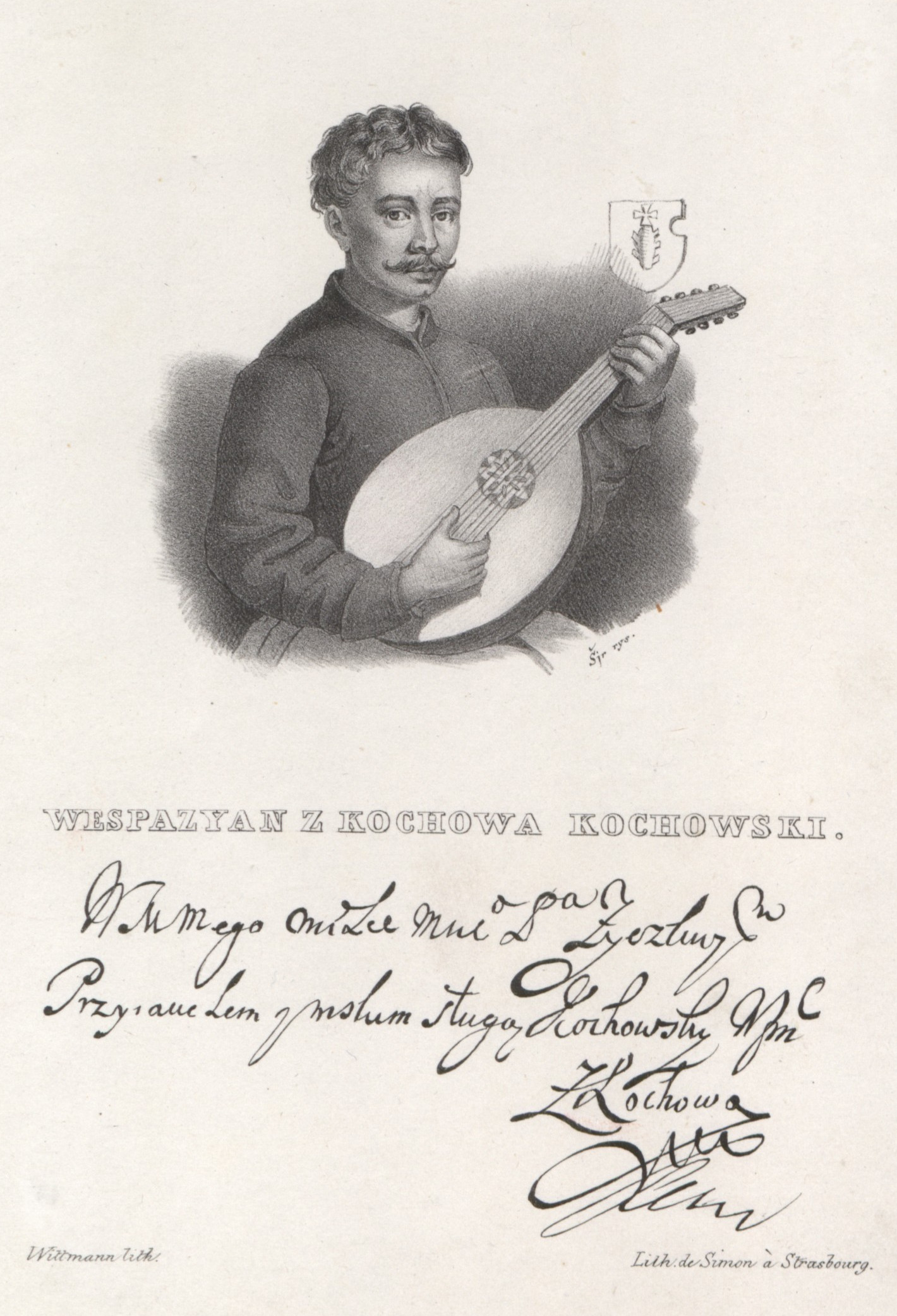
Wespazjan Kochowski

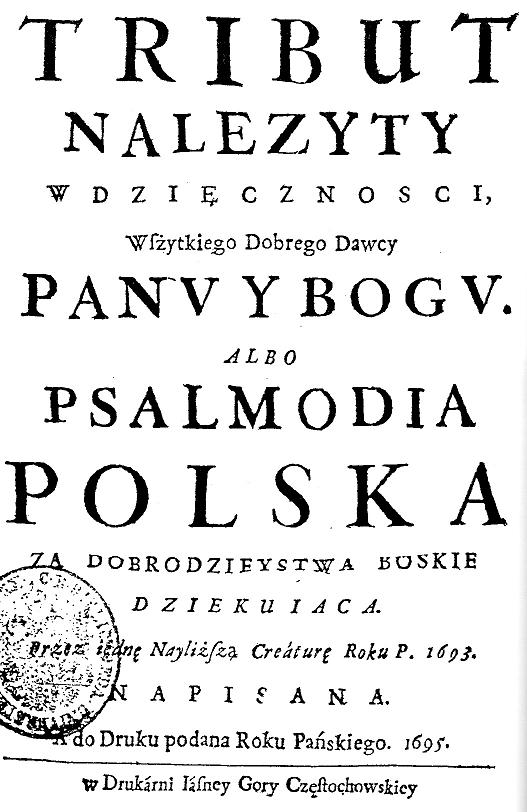
Karta tytułowa Psalmodii polskiej

Wespazjan Hieronim Kochowski herbu Nieczuja (ur. 1633 w Gaju koło Waśniowa w ziemi sandomierskiej, zm. 6 czerwca 1700 w Krakowie) – historyk i poeta polskiego baroku, najbardziej typowy przedstawiciel filozofii i literatury sarmackiej.

## Życiorys
Miejsce urodzenia poety – dwór Kochowskich i miejscowość Gaj dziś nie istnieje i nie zostało do tej pory jednoznacznie zidentyfikowane. W okolicach Waśniowa jest kilka miejsc o identycznej lub podobnej nazwie: Gaj, Zagaje. Przez całe życie związany był z Małopolską. Jego rodzicami byli Jan, średnio zamożny szlachcic, oraz Zofia z Janowskich. Uczył się w Krakowie, w słynnym Kolegium Nowodworskiego. Po jego ukończeniu przez dziesięć lat walczył w chorągwi husarskiej z Kozakami, Rosjanami i Szwedami (brał udział między innymi w bitwie pod Beresteczkiem). W 1660 powrócił do rodzinnego Gaju, a wkrótce przeniósł się do wsi Goleniowy koło Szczekocin (ziemia krakowska). W 1666 brał udział w rokoszu Lubomirskiego, podczas którego wziął udział w bitwie pod Mątwami.
W 1688 roku brał czynny udział w życiu politycznym i zyskał poważanie wśród szlachty. Zauważył go nawet dwór i w latach 1671-1673 piastował urząd podżupnika wielickiego, czyli kontrolera największych w kraju kopalni soli.

## Dorobek literacki
„Wieleć mamy swobód w tej naszej koronie

Cóż gdy się nie staramy i nie dbamy o nie

Przeważa prywatnych pożytków chciwości

Bardziej dbamy o włości, a nie o wolności

Słobody niż swobody głowę nam mozolą

Niż złotą wolność bardziej złoto wolą"
Wespazjan Kochowski „O wolności polskiej" 1674,

Zadebiutował literacko poematem Kamień świadectwa wielkiego w Koronie Polskiej senatora niewinności, broniącym Jerzego Sebastiana Lubomirskiego. W 1668 wydał swój pierwszy tomik – Różaniec Najświętszej Panny Maryi, rozważający poszczególne tajemnice różańcowe.
W 1674 opublikował swoje pierwsze wielkie dzieło – Niepróżnujące próżnowanie. Jest to zbiór kilkuset utworów, podzielonych na cztery księgi liryków, jedną księgę epod i dwie księgi epigramatów. Zabłysnął w nim bogactwem tematów, uczuć, środków stylistycznych i form wersyfikacyjnych. Wyrażał troskę o państwo, opiewał jego triumfy, piętnował słabości, zagrzewał rodaków do walki, chwalił życie na wsi i swe rodzinne strony, dziękował za opiekę niebiosom, ale również żartował z różnych codziennych sytuacji.
W 1681 oddał do druku dwa nowe poematy religijne – Chrystus cierpiący, opłakujący mękę Zbawiciela, oraz Ogród panieński, objaśniający rozmaite tytuły Matki Bożej.
Za czasów Sobieskiego zwrócił się w stronę historii. W 1683 wydał pomnikowe Annalium Poloniae ab obitu Vladislai IV Climacteres (Roczników polskich od śmierci Władysława IV Klimaktery). Są to dzieje Rzeczypospolitej czasów Jana II Kazimierza i Michała Korybuta Wiśniowieckiego. Kochowski korzystał z opowieści wielu świadków, a także dokumentów i własnych doświadczeń, zachowując przy tym znaczny obiektywizm i krytycyzm. Praca ta jest do dziś jednym z podstawowych źródeł wiedzy o epoce staropolskiej.
Jako historiographus privilegiatus (historyk uprzywilejowany) brał udział w odsieczy wiedeńskiej i sporządził z niej sprawozdanie – Commentarius belli adversus Turcas (Pamiętnik wojny przeciw Turkom, 1684). Następnie spróbował ułożyć na jego podstawie epopeję narodową, lecz udało mu się dokończyć tylko jedną pieśń, wydaną jako Dzieło Boskie albo Pieśni Wiednia wybawionego i inszych transakcyjej wojny tureckiej w roku 1683 szczęśliwie rozpoczętej (1684).
Ostatnim i najwybitniejszym dziełem Kochowskiego była Psalmodia polska (pełny tytuł: Trybut należyty wdzięczności wszystkiego dobrego Dawcy, Panu i Bogu albo Psalmodia polska za dobrodziejstwa Boskie dziękująca (1695). Jest to zbiór psalmów, tekst modlitewny i swoisty testament duchowy, ujęty w formie parafrazy Księgi psalmów. Wyróżnia się ona z jednej strony stylizacją biblijną, a z drugiej – zmianą punktu widzenia z Izraelity na Polaka, z żyda na chrześcijanina, z człowieka starożytnego na nowożytnego. Składa się ona z przemieszanych z sobą 14 psalmów prywatnych i 22 publicznych. Ich naczelnymi ideami są: pokuta i miłosierdzie Boga, powstrzymanie namiętności i ufność w opatrzność (złota mierność), szczególna rola Polski w świecie (nowy naród wybrany, przedmurze chrześcijaństwa, Sobieski – obrońca wiary) oraz wyższość ustroju Rzeczypospolitej (złota wolność). Psalmodia – pisana rytmiczną prozą poetycką – uważana jest przez badaczy za arcydzieło polskiego baroku i znakomitą syntezę ówczesnej kultury.
W 1658 Kochowski ożenił się z Marianną Misiowską. Syna, któremu nadał imiona Hieronim Franciszek, doczekał się w 1674. Po śmierci Marianny (1677) ożenił się z zamożną wdową, Magdaleną Frezerową (primo voto Różanka). W 1696 zmarła również ona.
Jego przyjacielem był Jan Gawiński (również poeta). Do jego znajomych zaliczali się także Stefan Bidziński (zm. 1704) (znany żołnierz, wojewoda sandomierski), Hieronim Michał Komornicki (opat świętokrzyski) i Pakosław Lanckoroński (polityk i duszpasterz).

## Dzieła
- Różaniec Najświętszej Panny Maryi 1668 (wersja elektroniczna),
- Chrystus cierpiący, wedle tekstu Ewangeliej Świętej wierszem polskim wystawiony, Kraków 1681 (wersja elektroniczna),
- Niepróżnujące próżnowanie 1673,
- Annalium Poloniae ab obitu Vladislai IV Climacteres (Roczników polskich od śmierci Władysława IV Klimaktery) 1683 (wersja elektroniczna),
- Commentarius belli adversus Turcas (Pamiętnik wojny przeciw Turkom), 1684 (wersja elektroniczna),
- Dzieło Boskie albo Pieśni Wiednia wybawionego i inszych transakcyjej wojny tureckiej w roku 1683 szczęśliwie rozpoczętej 1684 (wersja elektroniczna),
- Psalmodia polska, Trybut należyty wdzięczności wszystkiego dobrego Dawcy, Panu i Bogu albo Psalmodia polska za dobrodziejstwa Boskie dziękująca 1695.